# 明尼蘇達州第三國會選區
明尼蘇達州第三國會選區（英語：Minnesota's 3rd congressional district）是美国明尼蘇達州的八個國會選區之一，現任聯邦眾議員為明尼苏达民主-农民-劳工党的迪恩·菲利普斯。